# 沈紹德
沈紹德（1523年—？），字純甫，又字明甫，號没泉，直隸保定府安州人，民籍，明朝政治人物。

## 生平
嘉靖二十五年（1546年）丙午科順天府鄉試第五十六名舉人。嘉靖二十六年（1547年）中式丁未科會試第二百三十三名，登第三甲第一百七十三名進士。兵部觀政，授洛阳知县，升户部主事，历官户部郎中，三十七年贬陕州同知，升陸安知州，南京户部员外郎、郎中，出为山西按察司佥事、云南参议。

## 家族
曾祖沈文；祖父沈瑄，義官；父沈元成。前母陳氏；母邵氏。具庆下。兄沈绍先，乙卯举人郎中；沈绍代，字光甫，號湛泉，嘉靖三十一年壬子科舉人。
子沈存仁。